# Anton Pannekoek
Anton Pannekoek, all'anagrafe Antonie Pannekoek (IPA: [ɑnˈtoːni ˈpɑnəˌkuk]) (Vaassen, 2 gennaio 1873 – Wageningen, 28 aprile 1960), è stato un astronomo, astrofisico, filosofo e rivoluzionario olandese, tra i maggiori teorici del comunismo consiliarista (in olandese: radencommunisme).

## Biografia
Pannekoek studiò astronomia all'Università di Leiden conseguendo il dottorato nel 1902. Marxista e seguace del filosofo Joseph Dietzgen, aderì al Partito socialdemocratico operaio dei Paesi Bassi scrivendo articoli pubblicati anche sulla Neue Zeit, l'organo teorico della socialdemocrazia tedesca. Trasferitosi in Germania nel 1906 e iscritto alla SPD, divenne docente della scuola di partito a Berlino, attività che gli fu proibita dal governo tedesco sotto pena di espulsione.
Pannekoek continuò a lavorare negli archivi del partito e a pubblicare articoli per la stampa socialista. Partecipò anche ai congressi della SPD tenuti a Essen (1907), a Norimberga (1908), a Magdeburgo (1910), a Jena (1911), a Chemnitz (1912) e ancora a Jena nel 1913. Amico di Herman Gorter e di Henriette Roland Holst, prese posizioni politiche radicali, giungendo fino alla rottura con il gradualista Karl Kautsky.
Allo scoppio della prima guerra mondiale, Pannekoek ritornò in Olanda. Nel dibattito politico seguito alla rivoluzione d'ottobre, Pannekoek si dichiarò per il comunismo consiliare, rifiutando tanto il parlamentarismo avallato dai socialdemocratici quanto il centralismo democratico di marca leninista. Nel 1918 divenne membro del Partito comunista dei Paesi Bassi, che lasciò nel 1921 per il Partito comunista operaio dei Paesi Bassi.
Rigetta lo stalinismo fin dalla sua nascita: secondo lui il sistema presente in URSS non è socialista, bensì un capitalismo di Stato.
Nel 1938 pubblica Lenin come filosofo con lo pseudonimo di John Harper. Continua a scrivere durante la Seconda guerra mondiale, e pubblica con lo pseudonimo di P. Aartsz. Nel 1944 buona parte del suo archivio brucia nel corso della battaglia di Arnhem. Pannekoek resterà sempre fedele alle sue convinzioni consiliariste ed intrattiene una corrispondenza con Cornelius Castoriadis.
Ha fondato all'Università di Amsterdam un istituto di astronomia che porta oggi il suo nome. Ha ricevuto nel 1951 la Medaglia d'Oro della Royal Astronomical Society. L'asteroide 2378 Pannekoek porta il suo nome.